# Oberster Gouverneur der Kirche von England
Der Oberste Gouverneur der Kirche von England (englisch: Supreme Governor of the Church of England) ist das nominelle Oberhaupt der Church of England (deutsch: Kirche von England). Das Amt wird vom britischen Monarchen bekleidet. Wenngleich die Autorität des Monarchen über die Church of England weitestgehend zeremoniell ist, so ist die Position noch immer von großer Bedeutung für die Kirche und wird meistens symbolisch wahrgenommen. Als Oberster Gouverneur der Church of England ernennt der Monarch formell hochrangige Kirchenvertreter, aufgrund der Vorschläge des Premierministers, welcher wiederum von Kirchenoberen beraten wird.

## Geschichte
Im Zuge seiner Scheidung von Katharina von Aragon hatte sich Heinrich VIII. von England bis 1536 vom Papst losgesprochen und die Church of England mit sich selbst als Oberhaupt (Supreme Head) begründet. Der Act of Supremacy 1534 bestätigte das Supremat des Königs über die Kirche und verpflichtete die Peers dazu, einen Eid zu schwören, mit welchem sie das Supremat Heinrichs anerkannten. Heinrichs Tochter Maria I. versuchte, die englische Kirche wieder dem Papst zu unterstellen und widerrief 1555 den Act of Supremacy. Als Elisabeth I. 1558 den Thron bestieg, verabschiedete das Parlament den Act of Supremacy, welcher den originalen Act wiederherstellte. Um Kritiker zu beschwichtigen, wurde der Titel des Monarchen im Suprematseid lediglich als Oberster Gouverneur (Supreme Governor) anstatt Oberhaupt (Supreme Head) wiedergegeben. Diese Wortwahl verhinderte den möglichen Vorwurf, dass die Monarchie Göttlichkeit für sich beanspruchen könnte bzw. sich einen Titel aneignet, der laut der Bibel Jesus Christus zusteht. Zudem waren Kritiken laut geworden, dass mit Elisabeth I. eine Frau ein innerkirchliches Amt innehaben würde. Durch diese Regelung bekleidet der Monarch ein außerkirchliches Amt, ist aber dennoch das Oberhaupt der Church of England.
Der Titel „Defender of the Faith“ (Fidei Defensor, deutsch: Verteidiger des Glaubens) war Teil des Titels des englischen (bzw. seit der Union mit Schottland britischen) Monarchen, seit Heinrich VIII. den Titel 1521 von Papst Leo X. als Anerkennung für Heinrichs Gegnerschaft der protestantischen Reformation verliehen bekommen hatte. Der Papst entzog den Titel später, er wurde jedoch während der Herrschaft Eduards VI. durch das Parlament wieder verliehen.

### Neununddreißig Artikel
Die Position des Monarchen ist im Vorwort der Neununddreißig Artikel von 1562 festgeschrieben:
“Being by God’s Ordinance, according to Our just Title, Defender of the Faith and Supreme Governor of the Church, within these Our Dominions, We hold it most agreeable to this Our Kingly Office, and Our own religious zeal, to conserve and maintain the Church committed to Our Charge, in Unity of true Religion, and in the Bond of Peace ... We have therefore, upon mature Deliberation, and with the Advice of so many of Our Bishops as might conveniently be called together, thought fit to make this Declaration following ... That We are Supreme Governor of the Church of England ...” 
Artikel 37 führt den Anspruch des königlichen Supremats genauer aus:
“The Queen’s Majesty hath the chief power in this Realm of England, and other her Dominions, unto whom the chief Government of all Estates of this Realm, whether they be Ecclesiastical or Civil, in all causes doth appertain, and is not, nor ought to be, subject to any foreign Jurisdiction. ...[W]e give not to our Princes the ministering either of God's Word, or of the Sacraments...but only that prerogative, which we see to have been given always to all godly Princes in holy Scriptures by God himself; that is, that they should rule all estates and degrees committed to their charge by God, whether they be Ecclesiastical or Temporal, and restrain with the civil sword the stubborn and evildoers. The Bishop of Rome hath no jurisdiction in this Realm of England.”

## Church of Scotland
Der Britische Monarch gelobt, die Verfassung der Church of Scotland (einer presbyterianischen Nationalkirche) zu bewahren, hat jedoch keine Führungsposition inne. Dennoch ernennt der Monarch den Lord High Commissioner to the General Assembly of the Church of Scotland als seinen bzw. ihren persönlichen Vertreter mit einer zeremoniellen Rolle. Königin Elisabeth II. hat die Funktion zweimal ausgeübt, als sie die General Assembly 1977 und 2002 (ihrem Silbernen und Goldenen Thronjubiläum) selbst eröffnet hat.

## Liste der Obersten Gouverneure
| Name                             | Jahre        | Anmerkungen |
| -------------------------------- | ------------ | --- |
| Heinrich VIII. von England       | 1536–1547    | Als Supreme Head (Oberhaupt). |
| Eduard VI. von England           | 1547–1553    | Als Supreme Head (Oberhaupt), bewilligte gemeinsam mit Thomas Cranmer das Book of Common Prayer.                                 |
| Lady Jane Grey                   | 1553         | Als Supreme Head (Oberhaupt). |
| Maria I. von England und Philipp | 1553/54–1555 | Als Supreme Head (Oberhaupt) (seit 1554 ließ das Paar den Titel weg) förderten die Katholische Reformation in England und Wales. |
| Elisabeth I. von England         | 1559–1603    | Vgl. Neununddreißig Artikel. |
| Jakob I. von England             | 1603–1625    | Bewilligte die King-James-Bibel.                                                                                                 |
| Karl I. von England              | 1625–1649    | Märtyrer der Church of England.                                                                                                  |
| Commonwealth of England          | 1649–1660    | |
| Karl II. von England             | 1660–1685    | Konvertierte auf dem Totenbett zum Katholizismus.                                                                                |
| Jakob II. von England            | 1685–1688    | Letzter Katholik, der den Titel innehatte.                                                                                       |
| Maria II. von England            | 1689–1694    | Regierte gemeinsam mit ihrem Ehemann (und Cousin) Wilhelm III.                                                                   |
| Wilhelm III. von England         | 1689–1702    | Regierte zunächst gemeinsam mit Maria II. (1689–1694), Calvinist.                                                                |
| Anna von Großbritannien          | 1702–1714    | Verheiratet mit Georg von Dänemark, einem Lutheraner.                                                                            |
| Georg I.                         | 1714–1727    | Lutherischer Kurfürst des Heiligen Römischen Reiches.                                                                            |
| Georg II.                        | 1727–1760    | Lutherischer Kurfürst des Heiligen Römischen Reiches.                                                                            |
| Georg III.                       | 1760–1820    | Oberhaupt der Lutheranischen Kirche in Hannover                                                                                  |
| Georg IV.                        | 1820–1830    | Beschluss der Katholikenemanzipation durch den Roman Catholic Relief Act 1829                                                    |
| Wilhelm IV.                      | 1830–1837    | |
| Victoria                         | 1837–1901    | Abtrennung der Church of Ireland durch den Irish Church Act 1869                                                                 |
| Eduard VII.                      | 1901–1910    | |
| Georg V.                         | 1910–1936    | Abtrennung der Church in Wales durch den Welsh Church Act 1914                                                                   |
| Eduard VIII.                     | 1936         | Zur Abdankung gezwungen |
| Georg VI.                        | 1936–1952    | |
| Elisabeth II.                    | 1952–2022    | |
| Charles III.                     | seit 2022    | |